# Asplenium polyphyllum
Asplenium polyphyllum är en svartbräkenväxtart som beskrevs av Antonio Bertoloni. Asplenium polyphyllum ingår i släktet Asplenium och familjen Aspleniaceae. Inga underarter finns listade.